# St.-Marien-Magdalenen-Kirche (Löbstedt)

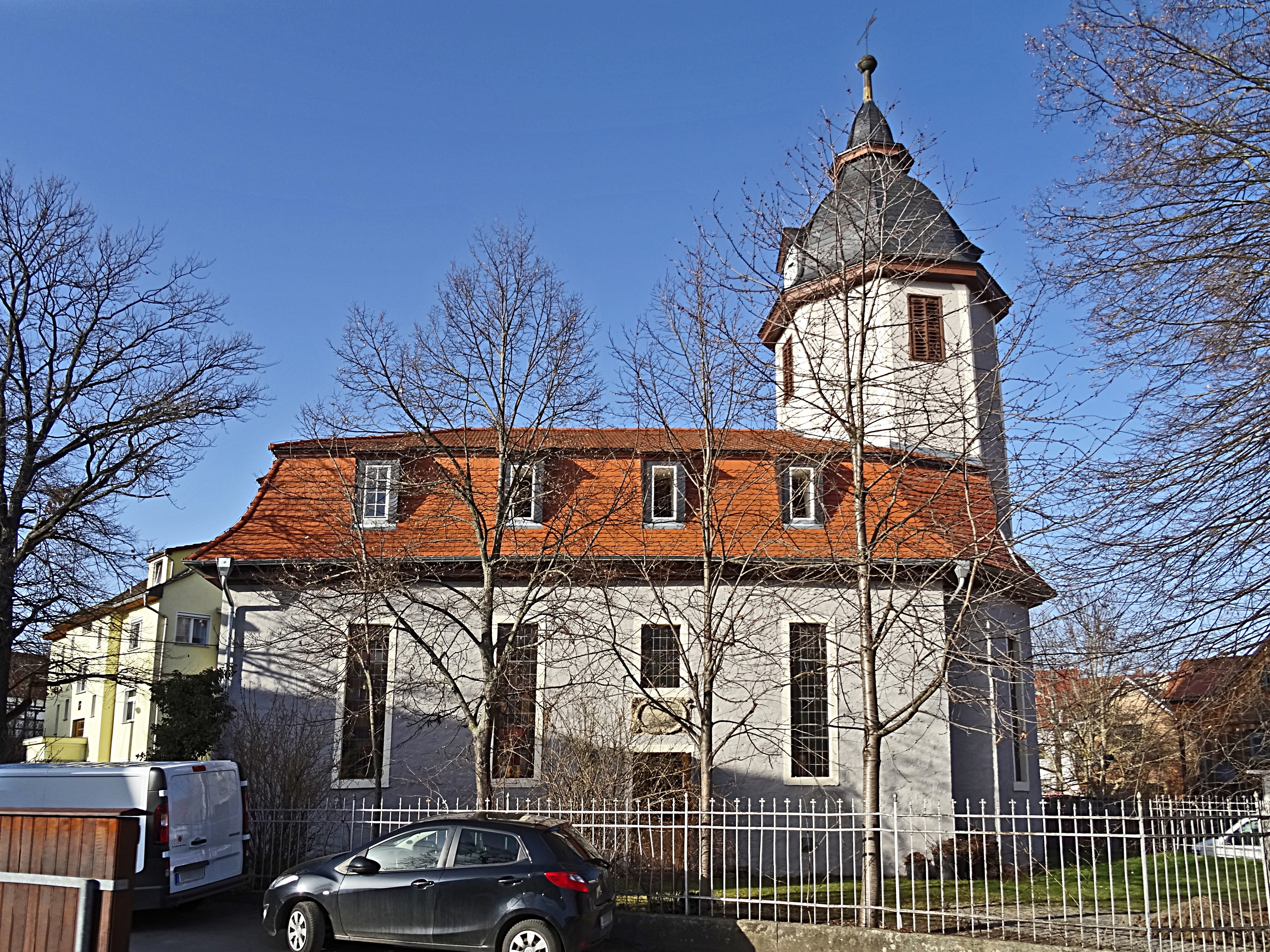
Die Kirche 2021

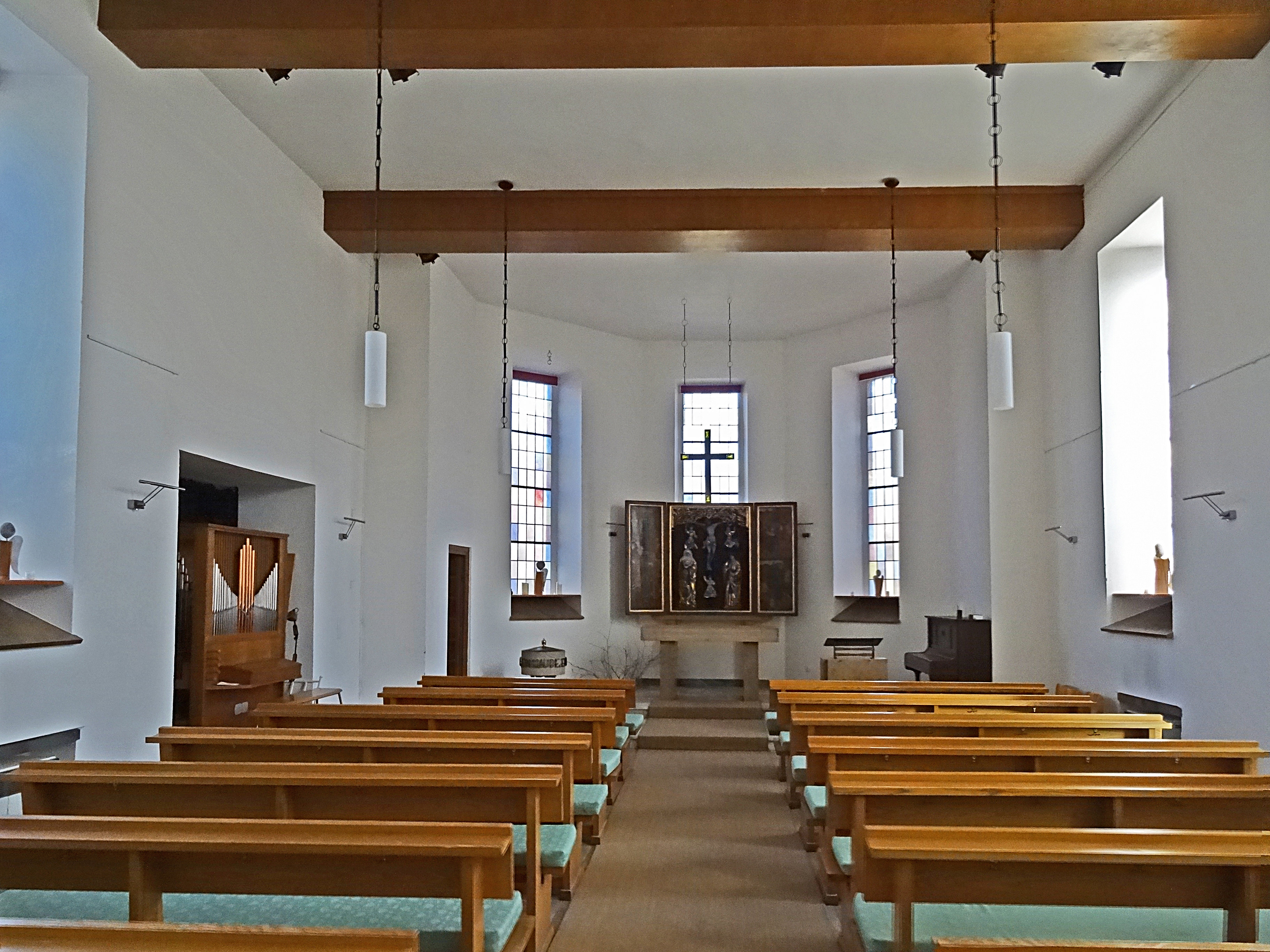
Innenansicht

Die St. Marien-Magdalenen-Kirche steht im Ortsteil Löbstedt der Stadt Jena in Thüringen.

## Lage
Die Kirche befindet sich zentral im ehemaligen Küchenbauern- und Industriearbeiterdorf westlich der Saale und der Bahnstrecke Großheringen–Saalfeld sowie östlich der Bundesstraße 88 in der Saaleaue auf dem Dorfplatz und von einer Straße umgeben.

## Geschichte
Am 31. Juli 1712 wurde die St.-Marien-Magdalenen-Kirche eingeweiht.

## Baubeschreibung
Das Gotteshaus besitzt einen Kirchturm und ein Langhaus mit Walmdach, vier Fenstern und Dachfenster auf jeder Seite.

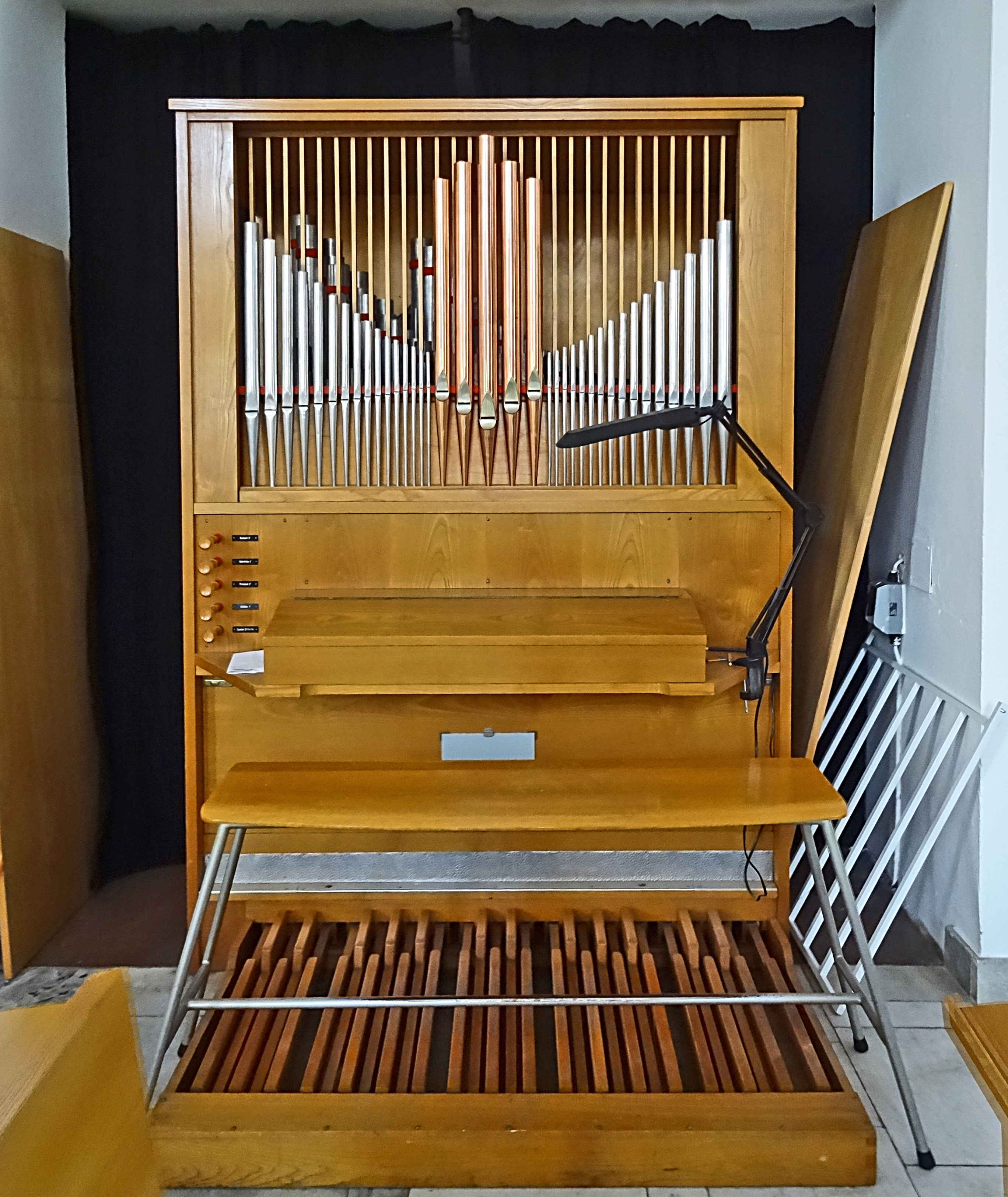
Böhm-Orgel

Die Orgel wurde im Jahre 1973 von der Orgelbauwerkstatt Rudolf Böhm aus Gotha eingebaut. Sie hat 5 Register, 1 Manual und Pedal.